# الانتخابات الرئاسية الإيرانية 2024
أُجريت الانتخابات الرئاسية المبكرة في إيران في 28 يونيو 2024، وذلك بعد وفاة الرئيس إبراهيم رئيسي في حادث تحطم طائرة مروحية في 19 مايو.
أسفرت الجولة الأولى عن تصدر مسعود بزشكيان وسعيد جليلي، ثم أُجريت الجولة الثانية بينهما في 5 يوليو 2024، وفاز مسعود بزشكيان بنسبة 54.76%، وبلغت نسبة المشاركة في الجولة الثانية 49.68%.

## تمهيد

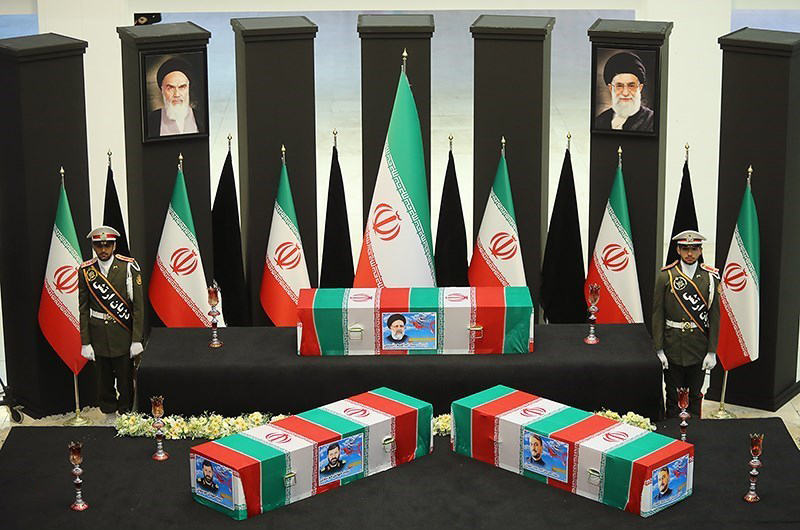
جنازة رئيسي

في 19 مايو 2024، كان الرئيس إبراهيم رئيسي في رحلة إلى الحدود الإيرانية الأذربيجانية لافتتاح مجمع للطاقة الكهرومائية مع الرئيس الأذربيجاني إلهام علييف. وأثناء عودته، تحطمت المروحية التي كانت تقله وسبعة ركاب آخرين وأفراد الطاقم، في قرابة الساعة 13:30 بتوقيت إيران (التوقيت العالمي+03:30) بالقرب من قرية عوزي في مقاطعة ورزقان في محافظة أذربيجان الشرقية. وفي الساعات الأولى من اليوم التالي، جرى تحديد موقع حطام المروحية، بمساعدة طائرة مسيرة تركية (بيرقيدار آقنجي (طائرة دون طيار))، وعُثر على جميع من كانوا على متنها ميتين. أعقب ذلك تولي النائب الأول للرئيس محمد مخبر منصب الرئيس بالنيابة وفقاً للمادة 131 من الدستور.

## النظام الانتخابي
وفقًا للدستور الإيراني، يُنتخب الرئيس الإيراني كل 4 سنوات. وكان من المقرر إجراء هذه الانتخابات في 18 يونيو 2025، إلا أن وفاة الرئيس في حادث تحطم طائرة أدى إلى إجرائها مبكرًا في 28 يونيو 2024. ويُعد منصب الرئيس هو ثاني أعلى المناصب في الدولة بعد منصب المرشد الأعلى للثورة. ويُسمح بالتصويت لجميع المواطنين الذين تزيد أعمارهم عن 18 عامًا.
وفقا لدستور جمهورية إيران الإسلامية، فإنه يُشترط في المُرشح للرئاسة أن يكون مواطنًا إيرانيًا شيعيًا، مخلصًا للدستور، ولأيديولوجية ولاية الفقيه وللجمهورية الإسلامية. ويوجد مؤسسة تسمى وكالة مراقبة الانتخابات (Election Monitoring Agency (EMA))، يُديرها مجلس صيانة الدستور، حيث تقبل المؤسسة تسجيل المرشحين واختيار المسموح لهم بالترشح في الانتخابات.
ولا يُعلن مجلس صيانة الدستور علناً عن سبب رفض مرشحين معينين، على الرغم من أن هذه الأسباب يجري شرحها بشكل خاص لكل مرشح. لا يُمنع النساء دستوريًا من الترشح؛ ومع ذلك، جرى استبعاد جميع النساء اللاتي ترشحن من الترشح للانتخابات، على الرغم من أن المجلس نفى رسميًا رفض ترشيح امرأة بسبب كونها إمرأة.
تُطرح أسماء المرشحين المقبولين على الشعب للتصويت، ويفوز مَن يحصل على الأغلبية (50% +1) من الأصوات. وإذا لم يحصل أي مرشح على الأغلبية في الجولة الأولى تُجرى جولة إعادة بين أعلى اثنين في الجمعة التالية. تُختم شهادة ميلاد المواطن الذي يقوم بالتصويت.
وبحسب الدستور، فإنه بمجرد معرفة النتيجة، يجب على المرشد الأعلى التوقيع على مرسوم بإعلان الرئيس المنتخب، وإذا رفض التوقيع، فلن يتولى الرئيس المنتخب منصب الرئاسة. ولم يحدث حتى الآن امتناع عن إعلان نتيجة أي رئيس منتخب. وبعد ذلك يجب على الرئيس المنتخب تلاوة القسم والتوقيع عليه في جلسة لمجلس الشورى الإسلامي، بحضور أعضاء مجلس صيانة الدستور ورئيس المحكمة العليا. وفي القَسَم، يجب على الرئيس المنتخب أن يُقسم أنه سيحرس الدين الرسمي (الإسلام)، ويحمي الدستور والجمهورية الإسلامية، وأنه سيكرس نفسه لخدمة الأمة وشعبها ودينها.
يحق لقرابة 61 مليون مواطن التصويت في هذه الانتخابات، من بينهم 18 مليون أعمارهم بين 18 إلى 30 عامًا. يُطلب من المُصوتين إظهار بطاقة الهوية وشهادة الميلاد.
أعلنت وزارة الاستخبارات أن المُرشحين للرئاسية يخضعون للمراقبة المستمرة.

### التصويت في الخارج
جرى إعداد 250 مركزًا لتصويت الإيرانيين بالخارج.
وفي أستراليا، أُلغي الاقتراع في بريسبان وسيدني بسبب احتجاجات الإيراني المغتربين. وتعرضت إدارة بايدن لانتقادات من معارضي الحكومة الإيرانية لسماحها للأخيرة بإقامة مراكز تصويت في الولايات المتحدة. رفضت المملكة العربية السعودية وكندا منح إيران الإذن بترتيب صناديق اقتراع في أراضيها. وبدلاً من ذلك، فقد وُضِعت مراكز التصويت على الحدود بين الولايات المتحدة وكندا.

### التواريخ
بعد الإعلان عن وفاة الرئيس إبراهيم رئيسي في 20 مايو، أعلنت السلطات أن التصويت سيُجرى في 28 يونيو. بدأ تسجيل المرشحين في 30 مايو واستمر حتى 3 يونيو، بينما استمرت الحملات الانتخابية من 12 يونيو حتى 27 يونيو.

## المرشحون
بدأ التسجيل للترشح للرئاسة في 30 مايو وانتهى في 3 يونيو. وتقدم إجمالي 80 شخصًا بترشيحاتهم للرئاسة، من بينهم أربع نساء، معظمهم من المحافظين. وقد أصدر مجلس صيانة الدستور القائمة النهائية للمرشحين في 9 يونيو. ولا يجوز لمن رفضهم المجلس الاحتجاج على الرفض.

### المترشحون
تقدم للترشيح 80 مرشحًا، وهذه قائمة بأبرز المتقدمين للترشح:
| الاسم                     |  | الميلاد                                       | الخبرات | الحملة                                                          | مصدر   |
| ------------------------- |  | --------------------------------------------- | --- | --------------------------------------------------------------- | ------ |
| محمود أحمدي نجاد          |  | 1956 أكتوبر 28 (العمر 68) أرادان، إيران       | عضو في مجمع تشخيص مصلحة النظام (منذ 2013) رئيس إيران (2005–2013) حاكم طهران ‏ (2003–2005) مُرشح رئاسي مُستبعد في (انتخابات الرئاسة الإيرانية 2017، وانتخابات الرئاسة الإيرانية 2021)                                                              | حزب: الجمعية الإسلامية للمهندسين ‏ترشح: 2024 يونيو 2             | [ 32 ] |
| ‏                          |  | 1980 (العمر 44–45) طهران، إيران               | وزارة الطرق والتنمية الحضرية (إيران) (منذ 2022) محكمة التدقيق العليا الإيرانية (2020–2022) عضو في مجلس الشورى الإسلامي (إيران) (2012–2016) | حزب: جبهة ثبات الثورة الإسلاميةترشح: 2024 يونيو 3               | [ 33 ] |
| Zohreh Elahian            |  | 1968 (العمر 56–57) كرمانشاه، إيران            | عضو في مجلس الشورى الإسلامي (إيران) (2008–2012; 2020–2024) | حزب: جمعية متتبعي الثورة الإسلاميةترشحت: 2024 يونيو 2           | [ 34 ] |
| Mohammad Mehdi Esmaili    |  | 1975 (العمر 49–50) كبودرأهنغ، إيران           | وزارة الثقافة والإرشاد الإسلامي (إيران) (منذ 2021) | حزب: مستقلترشح: 2024 يونيو 2                                    | [ 35 ] |
| محمد باقر قاليباف         |  | 1961 أغسطس 23 (العمر 63) طرقبة، إيران         | رئيس البرلمان الإيراني (منذ 2020) عضو في مجمع تشخيص مصلحة النظام (2017–2020) حاكم طهران ‏ (2005–2017) مُرشح رئاسي في (انتخابات الرئاسة الإيرانية 2013، وانتخابات الرئاسة الإيرانية 2017)                                                         | حزب: جمعية التقدم والعدالة في إيران الإسلاميةترشح: 2024 يونيو 3 | [ 36 ] |
| Vahid Haghanian           |  | 1962 فبراير 6 (العمر 63) طهران، إيران         | مسؤول العلاقات في مكتب المرشد الأعلى لإيران. | حزب: مستقلترشح: 2024 يونيو 1                                    | [ 37 ] |
| عبد الناصر همتي           |  | 1956 يونيو 9 (العمر 68) كبودرأهنغ، إيران      | محافظ البنك المركزي للجمهورية الإسلامية الإيرانية (2018–2021) سفير إيران لدى الصين ‏ (2018) مدير هيئة التأمين (2016–2018, 1994–2006) مُرشح رئاسي في (انتخابات الرئاسة الإيرانية 2021)                                                            | حزب: حزب كوادر البناءترشح: 2024 مايو 31                         | [ 38 ] |
| إسحاق جهانغيري            |  | 1958 يناير 21 (العمر 67) مقاطعة سيرجان، إيران | نائب رئيس الجمهورية الإيرانية (2013–2021) وزير الصناعة والمناجم ‏ (2001–2005) وزير الصناعة والمناجم ‏ (1997–2001) حاكم محافظة أصفهان (1992–1997) مُرشح رئاسي مُستبعد في (انتخابات الرئاسة الإيرانية 2021)                                          | حزب: حزب كوادر البناءترشح: 2024 يونيو 3                         | [ 39 ] |
| سعيد جليلي                |  | 1965 سبتمبر 6 (العمر 59) مشهد، إيران          | عضو في مجمع تشخيص مصلحة النظام (منذ 2013) المجلس الأعلى للأمن القومي (إيران) (2007–2013) رئيس المفاوضين النوويين ‏ (2007–2013) مُرشح رئاسي في (انتخابات الرئاسة الإيرانية 2013، وانتخابات الرئاسة الإيرانية 2021)                                | حزب: مستقلترشح: 2024 مايو 30                                    | [ 40 ] |
| Mostafa Kavakebian        |  | 1963 مارس 18 (العمر 62) سمنان (إيران)، إيران  | عضو في مجلس الشورى الإسلامي (إيران) (2008–2012; 2016–2020) مُرشح رئاسي مُستبعد في (انتخابات الرئاسة الإيرانية 2005، وانتخابات الرئاسة الإيرانية 2013، وانتخابات الرئاسة الإيرانية 2017)                                                          | حزب: الحزب الديمقراطيترشح: 2024 مايو 30                         | [ 39 ] |
| Sadeq Khalilian           |  | 1959 أغسطس 8 (العمر 65) الأحواز، إيران        | محافظة خوزستان (2021–2022) وزارة الجهاد الزراعي (إيران) (2009–2013) | حزب: مستقلترشح: 2024 يونيو 2                                    | [ 41 ] |
| علي لاريجاني              |  | 1958 يونيو 3 (العمر 67) النجف، العراق         | عضو في مجمع تشخيص مصلحة النظام (1997–2008; منذ 2020) رئيس البرلمان الإيراني (2008–2020) عضو في مجلس الشورى الإسلامي (إيران) (2008–2020) مُرشح رئاسي في (انتخابات الرئاسة الإيرانية 2005) مُرشح رئاسي مُستبعد في (انتخابات الرئاسة الإيرانية 2021) | حزب: مستقلترشح: 2024 مايو 31                                    | [ 42 ] |
| Mohammad Reza Mirtajodini |  | 1963 مارس 16 (العمر 62) تبريز، إيران          | عضو في مجلس الشورى الإسلامي (إيران) (2004–2009, 2020–2024) نائب رئيس الجمهورية الإيرانية (2009–2013) | حزب: مستقلترشح: 2024 يونيو 2                                    | [ 34 ] |
| مسعود بزشكيان             |  | 1954 سبتمبر 29 (العمر 70) مهاباد، إيران       | عضو في مجلس الشورى الإسلامي (إيران) (2008–2024) وزارة الصحة والتعليم الطبي (إيران) (2001–2005) | حزب: مستقلترشح: 2024 يونيو 2                                    | [ 34 ] |
| محمد رضا پورابراهیمی ‏     |  | 1970 أغسطس 8 (العمر 54) رفسنجان، إيران        | عضو في مجلس الشورى الإسلامي (إيران) (2012–2024) | حزب: حزب المؤتلفة الإسلاميةترشح: 2024 يونيو 2                   | [ 43 ] |
| Mohammadreza Sabaghian    |  | 1968 (العمر 56–57) بافق، إيران                | عضو في مجلس الشورى الإسلامي (إيران) (منذ 2016) | حزب: مستقلترشح: 2024 مايو 30                                    | [ 39 ] |
| محمود صادقی               |  | 1962 مارس 22 (العمر 63) أليغودرز، إيران       | عضو في مجلس الشورى الإسلامي (إيران) (2016–2020) مُرشح رئاسي في (انتخابات الرئاسة الإيرانية 2021) | حزب: الرابطة الإسلامية لمدرسي الجامعاتترشح: 2024 يونيو 2        | [ 44 ] |
| محمد شریعتمداری           |  | 1960 يونيو 24 (العمر 65) طهران، إيران         | وزارة التعاونيات والعمل والرعاية الاجتماعية (إيران) (2018–2021) نائب الرئيس الإيراني ‏ (2013–2017) وزارة التجارة (إيران) (1997–2005) مُرشح رئاسي في (انتخابات الرئاسة الإيرانية 2013)                                                            | حزب: مستقلترشح: 2024 يونيو 2                                    | [ 45 ] |
| علي رضا زاكاني            |  | 1966 مارس 3 (العمر 59) الري (إيران)، إيران    | حاكم طهران ‏ (منذ 2021) عضو في مجلس الشورى الإسلامي (إيران) (2004–2016; 2020–2021) مُرشح رئاسي في (انتخابات الرئاسة الإيرانية 2013، وانتخابات الرئاسة الإيرانية 2017، وانتخابات الرئاسة الإيرانية 2021)                                          | حزب: جمعية متتبعي الثورة الإسلاميةترشح: 2024 يونيو 1            | [ 46 ] |
| Hamideh Zarabadi          |  | 1980/1981 (العمر 43–44) قزوين، إيران          | عضو في مجلس الشورى الإسلامي (إيران) (2016–2021) | حزب: مستقلترشح: 2024 يونيو 3                                    | [ 47 ] |
| Masoud Zaribafan          |  | 1957 (العمر 67–68) طهران، إيران               | نائب رئيس الجمهورية الإيرانية (2009–2013) أمين سر حكومة إيران ‏ (2005–2006) عضو في مجلس مدينة طهران ‏ (2003–2007) | حزب: جمعية مؤثري الثورة الإسلاميةترشح: 2024 يونيو 2             | [ 48 ] |
| أمير حسين قاضي زاده       |  | 1971 أبريل 14 (العمر 54) فريمان، إيران        | نائب رئيس إيران (منذ 2021) عضو في مجلس الشورى الإسلامي (إيران) (2008–2021) مُرشح رئاسي في (2021) | Islamic Law Party                                               | [ 49 ] |
| مصطفى بور محمدي           |  | 1960 مارس 9 (العمر 65) قم، إيران              | وزير العدل (2013–2017) وزير الداخلية (2005–2008) | جمعية علماء الدين المجاهدين                                     |        |

### المرفوضون
رُفضت طلبات ما لا يقل عن 30 شخصًا سجلوا ترشيحاتهم في 30 مايو بسبب عدم استيفاء "الشروط الأساسية للتأهيل". وقد رفض مجلس صيانة الدستور ترشيحات 74 مرشحًا. ومن بين هؤلاء النساء الأربع اللاتي تقدمن للترشح للانتخابات. وكان الرئيس السابق محمود أحمدي نجاد أبرز المستبعدين، بعد استبعاده سابقًا في عام 2021.

### قائمة المرشحين المقبولين
وافق مجلس صيانة الدستور على ترشح ستة من المرشحين للرئاسة، وهم:
1. محمد باقر قاليباف
2. سعيد جليلي
3. مسعود بيزشكيان
4. مصطفى بور محمدي
5. أمير حسين قاضي زاده هاشمي
6. علي رضا زاكاني.[30] وفي 26 يونيو، سحب هاشمي ترشيحه ودعا المرشحين الآخرين إلى الانضمام إليه "حتى تتعزز جبهة الثورة". وتبعه زاكاني في 27 يونيو، مشيرًا إلى ضرورة "منع تشكيل إدارة ثالثة" للرئيس السابق حسن روحاني.[53]

| الاسم                       |  | الميلاد                                    | الخبرات | الحملة                                                          | مصدر   |
| --------------------------- |  | ------------------------------------------ | --- | --------------------------------------------------------------- | ------ |
| محمد باقر قاليباف           |  | 1961 أغسطس 23 (العمر 63) طرقبة، إيران      | رئيس البرلمان الإيراني (منذ 2020) عضو في مجمع تشخيص مصلحة النظام (2017–2020) حاكم طهران ‏ (2005–2017) مُرشح رئاسي في (انتخابات الرئاسة الإيرانية 2013، وانتخابات الرئاسة الإيرانية 2017)                          | حزب: جمعية التقدم والعدالة في إيران الإسلاميةترشح: 2024 يونيو 3 | [ 36 ] |
| سعيد جليلي                  |  | 1965 سبتمبر 6 (العمر 59) مشهد، إيران       | عضو في مجمع تشخيص مصلحة النظام (منذ 2013) المجلس الأعلى للأمن القومي (إيران) (2007–2013) رئيس المفاوضين النوويين ‏ (2007–2013) مُرشح رئاسي في (انتخابات الرئاسة الإيرانية 2013، وانتخابات الرئاسة الإيرانية 2021) | حزب: مستقلترشح: 2024 مايو 30                                    | [ 40 ] |
| مسعود بزشكيان               |  | 1954 سبتمبر 29 (العمر 70) مهاباد، إيران    | عضو في مجلس الشورى الإسلامي (إيران) (2008–2024) وزارة الصحة والتعليم الطبي (إيران) (2001–2005) | حزب: مستقلترشح: 2024 يونيو 2                                    | [ 34 ] |
| علي رضا زاكاني (انسحب)      |  | 1966 مارس 3 (العمر 59) الري (إيران)، إيران | حاكم طهران ‏ (منذ 2021) عضو في مجلس الشورى الإسلامي (إيران) (2004–2016; 2020–2021) مُرشح رئاسي في (انتخابات الرئاسة الإيرانية 2013، وانتخابات الرئاسة الإيرانية 2017، وانتخابات الرئاسة الإيرانية 2021)           | حزب: جمعية متتبعي الثورة الإسلاميةترشح: 2024 يونيو 1            | [ 46 ] |
| أمير حسين قاضي زاده (انسحب) |  | 1971 أبريل 14 (العمر 54) فريمان، إيران     | نائب رئيس إيران (منذ 2021) عضو في مجلس الشورى الإسلامي (إيران) (2008–2021) مُرشح رئاسي في (2021) | Islamic Law Party                                               | [ 49 ] |
| مصطفى بور محمدي             |  | 1960 مارس 9 (العمر 65) قم، إيران           | وزير العدل (2013–2017) وزير الداخلية (2005–2008) | جمعية علماء الدين المجاهدين                                     |        |

## الحملة الانتخابية
طالب المرشد الأعلى آية الله علي خامنئي في خطاب ألقاه في 3 يونيو من المرشحين بعدم مهاجمة بعضهم البعض، وأعرب عن تفضيله لرئيس ثوري.
وقد ركز معظم المرشحين في برامجهم على الرعاية الاجتماعية وتحسين الظروف المعيشية.
منحت السلطات 20 جيجابايت من بيانات الإنترنت المجانية لاستخدامها على برامج المراسلة المحلية وTelewebion لمدة 30 يومًا للهواتف المحمولة لتعزيز المعلومات المتعلقة بالانتخابات.
ومن المتوقع أن تبلغ التكلفة الكاملة للانتخابات أكثر من 357 مليون دولارًا أمريكيًا وفق راديو فاردا.

## النتائج

### الجولة الأولى
أظهرت النتائج الرسمية أن كل من بيزشكيان وجلالي سيتنافسان في الجولة الثانية المقررة في 5 يوليو. بلغت نسبة الإقبال في الجولة الأولى 40%، وهي الأدنى في انتخابات رئاسية في إيران منذ عام 1979، في حين أن إجمالي الأصوات التي تم اعتبارها باطلة بلغ 1,056,159 صوتًا. شهدت الانتخابات أيضًا أول جولة إعادة للانتخابات الرئاسية في إيران منذ انتخابات الرئاسة عام 2005.

### الجولة الثانية
بدأت عملية التصويت في الساعة الثامنة صباحًا بتاريخ 5 تموز/يوليو 2024، وانتهت عند الساعة السادسة مساء، قبل أن يتم تمديدها حتى الساعة الثامنة ثم العاشرة مساء، بالتوقيت المحلي. لجنة الانتخابات قررت تمديد فترة التصويت لمرة ثالثة حتى منتصف الليل.
| المرشح                                                      | المرشح                          | الحزب                                    | الجولة الأولى | الجولة الأولى | الجولة الثانية | الجولة الثانية |
| المرشح                                                      | المرشح                          | الحزب                                    | الأصوات       | %             | الأصوات        | %              |
| ----------------------------------------------------------- | ------------------------------- | ---------------------------------------- | ------------- | ------------- | -------------- | -------------- |
|                                                             | مسعود بزشكيان                   | مستقل                                    | 10٬415٬991    | 44.40         | 16٬384٬403     | 54.76          |
|                                                             | سعيد جليلي                      | مستقل                                    | 9٬473٬298     | 40.38         | 13٬538٬179     | 45.24          |
|                                                             | محمد باقر قاليباف               | جمعية التقدم والعدالة في إيران الإسلامية | 3٬363٬340     | 14.34         |                |                |
|                                                             | مصطفى بور محمدي                 | جمعية علماء الدين المجاهدين              | 206٬397       | 0.88          |                |                |
| المجموع                                                     | المجموع                         | المجموع                                  | 23٬459٬026    | 100.00        | 29٬922٬582     | 100.00         |
|                                                             |                                 |                                          |               |               |                |                |
| الأصوات الصحيحة                                             | الأصوات الصحيحة                 | الأصوات الصحيحة                          | 23٬459٬026    | 95.61         | 29٬922٬582     | 98.01          |
| الأصوات الباطلة والفارغة                                    | الأصوات الباطلة والفارغة        | الأصوات الباطلة والفارغة                 | 1٬076٬159     | 4.39          | 607٬575        | 1.99           |
| مجموع الأصوات                                               | مجموع الأصوات                   | مجموع الأصوات                            | 24٬535٬185    | 100.00        | 30٬530٬157     | 100.00         |
| الناخبين المسجلين ومعدل الإقبال                             | الناخبين المسجلين ومعدل الإقبال | الناخبين المسجلين ومعدل الإقبال          | 61٬452٬321    | 39.93         | 61٬452٬321     | 49.68          |
| المصدر: Iran Press, IranIntl - ISNA, IranIntl, Tejarat News |                                 |                                          |               |               |                |                |